# Дон Пасквале (опера)
Дон Пасквале је опера буфа, или комична опера, у три чина Гаетана Доницетија, са италијанским либретом, који су у великој мери завршили Ђовани Руфини, као и композитор. Заснован је на либрету Анђела Анелија за оперу Сер Маркантонио Стефана Павесија, написану 1810. године али, на објављеном либрету, аутор се појављује као "М.А."
Доницети је толико доминирао припремом либрета да је Руфини одбио да дозволи да се његово име стави у запис. То је резултирало конфузијом око идентитета либретисте током више од пола века, али како Херберт Вајнсток утврђује, то је углавном било Руфинијево дело и, ускраћујући му његово име као либретисте, „Доницети или (његов помоћник) Акурси би можда помислили да би, без Руфинијевог имена, ауторство могло бити додељено Акурсијевим иницијалима као псеудониму“.
Опера је први пут изведена 3. јануара 1843. од стране Италијанског позоришта у згради Salle Ventadour у Паризу са великим успехом и генерално се сматра врхунцем традиције опере буфа из 19. века и, заправо, обележава њен крај.

## Историја композиције
Доницети се управо вратио у Париз из Беча у јесен 1842. године и тамо му је Жил Женан, новоименовани директор Италијанског позоришта, сугерисао да би могао да компонује нову оперу за ту кућу. Женан је формални предлог припремио 27. септембра, али иако није поменута ниједна конкретна тема нити наслов, Женан је предложио да то буде нова опера буфа прилагођена талентима неких главних певача, укључујући Ђулију Гриси, Антонија Тамбуринија и Луиђија Лаблаша.
Отприлике у исто време у септембру, италијанском емигранту либретисти Ђованију Руфинију, који је живео у Паризу, обратио се Мишел Акурси (који је описан као „Доницетијев париски радник за све послове, (италијански изгнаник и политички издајнички двоструки агент“) са предлогом да Руфини понуди своје услуге Доницетију као либретиста. То потврђује писмо Руфинија његовој мајци од око 5. октобра у којем јој либретист говори о Акурсијевом предлогу да би композитор искористио причу која је написана 1810. године и да би му требао „радни клесар стихова да преправи стари либрето, да сече, мења, додаје, и не знам шта још“. Поред тога, из другог писма његовој мајци од 11. октобра јасно је да је Руфини вредан на послу: „Појео сам папир, како кажу. Није ствар у томе да ли то добро или лоше радиш, већ да то радиш брзо“. На крају је Руфини изјавио да је Доницети урадио толико тога на усавршавању његовог рада да је осетио да је „моју слободу акције паралисао, ја је, да тако кажем, не препознајем као своју“. Стога је одбио да његово име буде повезано са либретом, који је Casa Ricordi на крају објавила као „М.А.“, будући да је Акурси званично уступио права Рикордију све док његово име никада не буде повезано са делом.
У традицији опера буфа, опера се позива на главне ликове Комедије дел арте. Пасквале је препознатљив као блистави Панталоне, Ернесто као заљубљени Пијеро, Малатеста као сплеткар Скапино, а Норина као лукава Колумбина.
Током проба које су биле у току децембра 1842. године, показало се да је постојао општи песимизам у погледу успеха: „атмосфера током проба била је фригидна“, наводи Вајнсток и бележи незаинтересованост управе и музичара оркестра. „Дело је неподобно, осуђено“, закључује он. Међутим, током вечери завршне генералне пробе, Доницети је додао нови део који је већ написао за тенор, Com'è gentil, за трећи чин. Што се тиче страхова за успех опере, композитор их није имао: „Не бојте се за мене. . . Мој рад ће бити успешан“, изјавио је.

## Историја извођења
На премијери, Дон Пасквалеа су извела четири најславнија певача и постигао је тренутни успех. У то време је препознато као Доницетијево ремек дело и до данас се још увек сматра таквим. Пасквале остаје једна од најпопуларнијих његових 66 опера,, и једна од три најпопуларније италијанске комичне опере; остале су Росинијева Севиљски берберин и Доницетијева Еликсир љубави.
Прво гостовање у Италији било је у миланској Скали 17. априла 1843. са Отавијом Малвани (Норина), Наполеонеом Росијем (Пасквале), Леонеом Корелијем (Ернесто) и Ахилом Де Басинијем (Малатеста). Њено прво извођење у Бечу било је у позоришту Kärntnertortheater (на италијанском) 14. маја 1843. године, у продукцији у којој је Доницети учествовао и додао комични баритонски дует "Cheti, cheti, immantinente" из одбаченог дела његове неизведене опере L'ange de Nisida. У Енглеској је први пут представљена 29. јуна 1843. у Позоришту Њеног величанства у Лондону (на италијанском).
Оперу су на француски превели Густав Ваез и Алфонс Ројер а приказана је у Бриселу 11. августа 1843, у Лилу 9. новембра 1843. и у Њу Орлеансу 7. јануара 1845. Прва аустралијска представа одржана је у Сиднеју 12. октобра 1854. у Краљевском позоришту Викторија.
У годинама од Другог светског рата опера се често изводила.
| Улога                             | Глас       | Премијера, 3. јануар 1843 (Диригент: Теофил Тилман) |
| --------------------------------- | ---------- | --------------------------------------------------- |
| Дон Пасквале, старији нежења      | Бас (глас) | Луиђи Лаблаш                                        |
| Др Малатеста, његов доктор        | баритон    | Антонио Тамбурини                                   |
| Ернесто, Пасквалеов нећак         | тенор      | Ђовани Марио                                        |
| Норина, млада удовица             | сопран     | Ђулија Гриси                                        |
| Карлино, Малатестин рођак и нотар | бас (глас) | Федерико Лаблаш                                     |
| Слуге                             |            |                                                     |

### Увертира
Музика сугерише на комичну оперу; ведра и живахна, започиње са обиљем удараљки и дувачких инструмената. Након неког времена, амбијент се претвара у сугерисање забаве, а увертира се завршава финалом.

### Чин 1
Сцене 1–3: Соба у дому Дон Пасквлеа, у 9 сати
Ернесто је одбио жену коју му је стриц Дон Пасквале нашао и због тога ће бити разбаштињен. Ернесто изјављује своју приврженост младој - али сиромашној - удовици Норини. С обзиром на Ернестову одлучност, Дон Пасквале одлучује да се у старости ожени како би створио свог наследника и са нестрпљењем очекује долазак свог лекара, др. Малатесте, који је одлучан да Дон Пасквалеа убеди колико је глуп, али се претвара да тражи одговарајућу невесту. Малатеста, суочен са Пасквалеовим нестрпљењем, мрмља да је он будала, али наставља описивати особине будуће невесте (Bella siccome un angelo - „Лепа попут анђела“). Искрена, скромна и драга - под притиском, Малатеста открива да је она заправо његова сестра. Савладан радошћу, Пасквале захтева да је одмах упозна и шаље Малатесту по њу, пре него што запева о љубави која га је захватила (Ah, un foco insolito - „Изненадна ватра“).
Ернесто се враћа и моли Дона да се посаветује са својим пријатељем Малатестом - када чује да Малатеста наводно подржава Пасквалеа, запањи се овој очигледној издаји (Mi fa il destino mendico - „Судбина је од мене учинила просјака“). Ернесто одлучи да побегне и пише Норини да је све изгубљено.
Сцене 4–5: Стан у дому Норине
Норина седи сама и чита књигу. Она рецитује одломак, пре него што се насмеје описаној ситуацији и размисли о сопственом темпераменту (So anch'io la virtù magica - „И ја знам ваше магичне врлине“). Она је у договору са доктором Малатестом и нестрпљиво чека да он дође и објасни свој план који је само наговестио. Слуга достави писмо од Ернеста, које она брзо прочита и одмах се уплаши.
Малатеста долази да објасни стратегију, али Норина га прекида и предаје му писмо које чита наглас: Ернесто је најавио намеру да напусти Рим и Европу уопште. Малатеста је уверава рекавши да је прилагодио свој план: Норина ће играти улогу Малатестине сестре. Уговоривши да његов рођак делује као нотар, лако ће преварити Дона. Норина пристаје да игра своју улогу у превари и они разговарају о њеним стратегијама у живахном дуету (Pronta son; purch'io non manchi - „Спремна сам; ако не пропустим“).

### Чин 2
Салон у дому Дон Пасквалеа
Ернесто је сам: оплакујући своју судбину, размишља о својој одлуци да напусти Рим (Cercherò lontana terra - „Потражићу далеку земљу“). Излази из собе у тренутку кад Пасквале улази, обучен у своју застарелу опрему, заједно са својим слугама, којима даје упутства да приме Малатесту по његовом доласку. Он парадира около у свом костиму, надајући се да ће прикрити његове узнапредовале године.
Малатеста стиже са Норином и представља је Пасквалеу као своју сестру Софронију, тек изашлу из самостана. Пасквале је разочаран, а Норина игра улогу послушне, скромне и покорне даме, на Пасквалово задовољство. Норина пристаје на предложени брак, што одушевљава Пасквалеа. Жели да пошаље нотара да одмах одржи церемонију - згодно је да је Малатеста повео једног који чека у предсобљу.
Малатеста долази по лажног бележника, док слуге уређују сто. Заузимајући своје место, „јавни бележник“ исписује брачни уговор по налогу Малатесте и Пасквалеа (Fra da una parta - „Између, с једне стране“), где Дон завешта да Софронија управља његовим имањем. Уговор се брзо саставља: Пасквале потписује, али, пре него што Норина успе да стави свој потпис, Ернесто упада. Намеравајући да се опрости последњи пут, запањен је кад види Норину како се удаје за Пасквалеа. Међутим, Малатеста га наговара да ништа не каже (Figliol non mi far scene - „Сине, не прави сцену“), и присиљава га да делује као сведок на велико задовољство Дон Пасквалеа.
Чим је уговор потписан, Норина одустаје од претварања да је послушна и одбија Пасквалеов загрљај. Најављује намеру да га научи манирима и да Ернесто буде каваљер који ће је пратити у вечерњим шетњама. Пасквале је згрожен овом трансформацијом, док Малатеста и Ернесто једва прикривају радост (È rimasto là impietrato - „Стоји ту, скамењен“). Позивајући особље домаћинства, Норина изговара дугачку листу захтева - више слуга (младих и згодних), кочије и коње, намештај - и налаже им да не штеде, удвостручујући све њихове плате. Пасквале је погођен својом несрећом, па га Малатеста подстиче да иде у кревет.

### Чин 3
Сцене 1–5: Соба у дому Дон Пасквалеа
Пасквале седи у соби, окружен гомилама купљених драгуља, хаљина и сличног, док се слуге улазе и излазе из Норининог апартмана (I diamanti presto presto - „Дијаманти, брзо, брзо“). Изненађен гомилама рачуна, Дон скупља храброст да се супротстави својој новој тиранској супрузи. Норина излази, обучена за излазак. Покушава да је уразуми, али она се мало обазире (Signorina, in tanta fretta - „Госпођо, куда идете у таквој журби“). Сугерише да ако она оде, можда јој неће дозволити да се врати, идеју коју она прихвата са покровитељском неискреношћу (Via, caro sposino - „Тамо, тамо, драги мали мужу“), а дискусија се завршава њеним шамарањем мужа. Излазећи, испушта белешку коју Пасквале узима и чита. Белешка је упућена Софронији, договарајући састанак у врту са њеним неименованим аутором. Пасквале позива слугу да позове Малатесту, пре него што изађе из собе.
Слуге се враћају и међусобно се одмах пожале на количину посла који им је дат и откривају колико уживају у фарсичној драми која се развила између Пасквалеа и његове нове супруге (Che interminabile andirivieni! - "Тако бескрајни доласци и одласци!"). По доласку Малатесте и Ернеста, међутим, они излазе, сигурни у још забаве. Малатеста подсећа Ернеста на финалне тачке њиховог плана, а овај одлази. Лекар креће напред да поздрави Дон Пасквалеа, који му говори о Норининој намери за састанак и његовом сопственом плану да разоткрије њену неверност пред судијом. Малатеста га наговара да ублажи свој план и Пасквале, верујући да му је савезник, пристаје на његове услове, док спрема освету Норини (Aspetta, aspetta, cara sposina - „Чекај, чекај, драга мала жено “).
Сцене 6–7: Врт, уз кућу Пасквалеа
У башти, како се ноћ приближава, Ернесто пева о својој љубави према Норини, док чека њен долазак (Com'è gentil  - „Како лепо“). Напокон се појављује Норина и они изражавају своју љубав: (Tornami a dir che m'ami - „Реци ми још једном да ме волиш“). Дон Пасквале и Малатеста су то приметили и, како се откривају, Ернесто се покрива огртачем и трчи до куће. Пасквале покушава да се супротстави Норини - ухватио ју је прељуби - али ово само изазива тучу. Она одбија да оде на његов захтев, па је Малатеста, према његовом споразуму са Пасквалеом, преузима. Претварајући се да преговара са Норином/Софронијом, он каже Пасквалеу да је једини начин да је натера да дозволи Ернесту да се ожени његовом вољеном, коју „Софронија“ очигледно презире. Пасквале пристане и позове Ернеста и слуге. Наређује Ернесту да пошаље по своју потенцијалну невесту, али Малатеста открива да је Норина у ствари жена коју Пасквале мисли да се оженио, док права Софронија остаје у самостану. Сви су помирени, а морал приче - да се не удаје у старости - открива се у разиграном квартету (La moral di tutto questo - „Морал свега овога“).